# SimpleX
SimpleX és una aplicació de missatgeria centrada a preservar la privacitat dels seus usuaris. Per complir aquest objectiu basa la identificació dels usuaris en codis identificatius temporals que es poden compartir mitjançant tecnologia QR entre usuaris.
SimpleX utilitza el seu propi protocol de comunicació de codi obert anomenat Simple Message Protocol (SMP), el qual envia els missatges a través d'un servidor intermediari a través de cues unidireccionals creades pels mateixos destinataris. SMP s'executa sobre el protocol de transport (TLS) que proporciona integritat, autenticació de servidor, confidencialitat i enllaç de canal de transport. Els servidors intermediaris tant poden ser els que proporciona SimpleX com servidors propis creats pels mateixos usuaris.
La inspiració per crear aquesta aplicació vingué després del cas de Mohamedou Ould Salahi el qual descrigué a les seves memòries The Mauritanian la seva detenció al camp de Guantánamo, sense judici, i com allà va ser torturat durant 15 anys després d'una trucada telefònica al seu familiar a l'Afganistan, sota sospita d'estar implicat en els atemptats de l'11 de setembre, tot i que va viure a Alemanya durant els 10 anys anteriors als atacs.

## Característiques de l'aplicació
- Privacitat total de la vostra identitat, perfil, contactes i metadades: A diferència d'altres aplicacions de missatgeria, SimpleX no té identificadors assignats als usuaris, ni tan sols números d'identificació aleatoris. Això protegeix la privadesa de qui es comunica, amagant-la dels servidors de la plataforma SimpleX i de qualsevol observador.
- Millores de la protecció contra el correu brossa i l'abús: Com que no es té cap identificador a la plataforma SimpleX, no es pot contactar amb els usuaris tret que comparteixin un enllaç d'invitació únic o una adreça d'usuari temporal opcional.
- Propietat total, control i seguretat de les dades per part dels usuaris: SimpleX emmagatzema totes les dades d'usuari als dispositius client, els missatges només es mantenen temporalment als servidors de retransmissió SimpleX fins que es reben.
- Utilitzar xarxes pròpies de SimpleX: Els usuaris poden utilitzar SimpleX amb els seus propis servidors i comunicar-se amb persones que utilitzen els servidors que estan preconfigurats a les aplicacions o a qualsevol altre servidor SimpleX.